# Karl Schweinle
Karl Georg Maximilian Schweinle (* 16. September 1885 in Tutzing; † 10. Oktober 1954 ebenda) war ein deutscher Polizeibeamter und SA-Führer.

## Leben und Wirken
Nach dem Schulbesuch, den er 1906 mit dem Abitur an einem humanistischen Gymnasium abschloss, trat Schweinle zum 23. Juli 1906 als Fahnenjunker in das Königlich Bayerische 17. Infanterie-Regiment „Orff“ ein. In diesem wurde er zum 30. Oktober 1906 zum Unteroffizier befördert, bevor er zum 1. März 1907 zur Kriegsschule München kommandiert wurde. In den folgenden Jahren wurde er nacheinander zum Fähnrich (4. März 1907) und Leutnant (9. März 1908) befördert.
Kurz nach dem Ausbruch des Ersten Weltkriegs kam Schweinle am 2. August 1914 als MG-Offizier an die Front. Im Krieg wurde er zum Oberleutnant (30. November 1914) und Hauptmann (17. Januar 1917) befördert und mehrfach verwundet. Zum 4. April 1917 wurde Schweinle als Bürooffizier zum Oberkommando der Heeresgruppe „Kronprinz Rupprecht“ kommandiert, wo er in der Operationsabteilung eingesetzt wurde. Seine offizielle Versetzung in diese Stellung erfolgte zum 15. Juni 1917. Kurz nach Ende des Krieges wurde er beurlaubt und dann zu seinem alten Regiment zurückgeschickt. Von dort wechselte er zum 27. März 1919 zur Freiwilligen-Kompanie Becher des Regiments.
Ab 7. April 1919 war Schweinle im Freiwilligen-Stab des 5. Infanterie-Regiments tätig. Nachdem er vom 20. April bis 22. Mai 1919 im Stab des Freikorps Bamberg war kam er zum 23. Mai 1919 zum 4. Bayerischen Infanterie-Regiment Nr. 46 und von dort am 3. Oktober 1919 zum Gruppenkommando 4.
Zum 24. April 1920 wurde Schweinle als Polizeihauptmann in die bayerische Landespolizei aufgenommen. In dieser war er zunächst bis zum 11. November 1923 Hundertschaftsführer der Landespolizei in Nürnberg und München. Während des Hitler-Putsches in München am 8. und 9. November stand er in Verbindung mit den Teilnehmern. Aufgrund seiner Weigerung, gegen die Putschisten vorzugehen und den Schießbefehl gegen diese zu befolgen, wurde er am 11. November 1923 seiner Dienststellung enthoben und zum 29. Februar 1924 zwangsweise aus dem Polizeidienst entlassen.
Von 1924 bis zum März 1933 verdiente Schweinle seinen Lebensunterhalt ersatzweise als kaufmännischer Angestellter in einer Fabrik und als Vertreter. Zum 14. Mai 1929 trat er in die NSDAP ein (Mitgliedsnummer 128.008), bevor er zum 24. Februar 1932 auch Mitglied der SA-Reserve wurde. In der Sturmabteilung (SA) erreichte er nach beständigen Beförderungen zuletzt am 30. Januar 1942 den Rang eines SA-Brigadeführers.
Kurz nach der Machtergreifung der Nationalsozialisten wurde Schweinle zum 1. April 1933 wieder als Polizeihauptmann in den Dienst der Schutzpolizei in München aufgenommen. In dieser wurde er zunächst zum Polizeimajor und zum 1. Oktober 1933 zum Polizeioberstleutnant befördert. Zum 1. April 1934 verließ er die Münchener Polizei, wurde Kommandeur der Schutzpolizei Nürnberg-Fürth und versah diese Funktion bis zum 31. März 1935. Anschließend war Schweinle bis zum 31. März 1937 Landeskommandeur der Schutzpolizei in Bayern im Bayerischen Staatsministerium des Innern. In dieser Eigenschaft wurde er zum 1. Oktober 1935 zum Oberst der Schutzpolizei befördert.
Von Oktober 1936 bis zum 14. August 1937 amtierte Schweinle als Inspekteur der Ordnungspolizei im Bayerischen Staatsministerium des Innern im Wehrkreis VII. Anschließend bekleidete er denselben Posten für das Gebiet Bayern-Nord, ebenfalls im Wehrkreis VII (ab 1. Oktober 1937 Wehrkreis XIII), mit Dienstsitz in Nürnberg. Zum 30. April 1938 wurde Schweinle auf Antrag unter Verleihung des Charakters als Generalmajor der Ordnungspolizei in den Ruhestand versetzt.
Zum 17. Juni 1938 wurde Schweinle unter Berufung in das Beamtenverhältnis kommissarisch mit der Verwaltung der Stelle des Polizeipräsidenten in Stuttgart beauftragt. Seine offizielle Bestallung erfolgte zum 29. Dezember 1938. Im Frühsommer 1944 wurde er auf Antrag beurlaubt. Am 16. August 1944 folgte sein endgültiges Ausscheiden aus dem Amt des Polizeipräsidenten. Zum 31. Dezember 1944 wurde er in den Ruhestand versetzt.
Bei Kriegsende wurde Schweinle von den Alliierten interniert, unter anderem in den Lagern Kornwestheim und Hohenasperg. Im Anschluss an ein Spruchkammerverfahren vor der Spruchkammer 37 in Stuttgart lebte er in Tutzing.

## Beförderungen
- 20. April 1936: SA-Obersturmbannführer
- 1. Juni 1934: SA-Sturmbannführer
- 30. Januar 1937: SA-Standartenführer
- 9. November 1938: SA-Oberführer
- 30. Januar 1942: SA-Brigadeführer